# Teck Resources
Teck Resources (до 2008 — Cominco Ltd.) — найбільша компанія Канади з видобутку і переробці руд, свинцю, цинку, срібла. У кінці XX ст. виробництво цинку становило 300 тис. т; свинцю — 160 тис. т; срібла — 360 тис. т; золота — 3…4 тис. т; поташу — 110 тис. т. Працює 10 тис. людей. Головний офіс у Вакувері.

## Історія
Історія компанії Cominco починається у 1906 — як The Consolidated Mining and Smelting Company of Canada. CM&S або «Smelters» («Плавильники») змінив ім'я на Cominco в 1966. Ядро Cominco — рудник Салліван (Sullivan), який почав виробництво в 1909, активно діяв протягом більш ніж 90 років — до вичерпання резервів руди, які виснажилися у 2001. Компанія Teck почалася як Teck-Hughes Gold Mines Limited в 1913. Рудник Teck-Hughes вироблявся протягом 50 років, до 1965. Рудник Beaverdell, придбаний Teck в 1969, видобував срібло до 1991. Асоціація між Teck і Cominco почалася в 1986, компанії злилися в 2001 під назвою Teck Cominco, з 2008 року компанія перейменована на Teck Resources Limited.

## Характеристика
У кінці XX ст. виробництво цинку становило 300 тис. т; свинцю — 160 тис. т; срібла — 360 тис. т; золота — 3…4 тис. т; поташу — 110 тис. т. Працює 10 тис. людей.
Станом на 2004 р. компанія є світовим лідером у виробництві цинку і металургійного вугілля, головним виробником міді і золота в країні і регіоні. Стратегія компанії полягає у багатогалузевому видобутку сировини — вугілля і метали. Cominco активно досліджує мінеральні родовища, має офіси у дев'яти країнах.